# Педролло, Арриго
Арриго Педролло (итал. Arrigo Pedrollo; 5 декабря 1878, Монтебелло-Вичентино, Королевство Италия — 23 декабря 1964, Виченца, Италия) — итальянский композитор, дирижёр и пианист.

## Биография
Родился в 1878 году в Монтебелло-Вичентино. Первым учителем музыки Педролло был его отец. В возрасте тринадцати лет он поступил в консерваторию им. Джузеппе Верди в Милане, где обучался игре на фортепиано и композиции у Луиджи Мапелли и Гаэтано Корнаро. Завершив обучение, в 1900 году сочинил свою первую и единственную симфонию, которой в том же году продирижировал дирижёр Артуро Тосканини. Гастролировал как пианист по Италии, Великобритании, Бельгии и Российской империи. В Варшаве познакомился с композитором Яном Сибелиусом.
В 1908 году в театре Понкьелли в Кремоне была поставлена его первая опера «Земля обетованная». В 1914 году в театре Эретеньо в Виченце состоялась премьера его следующей оперы «Хуана». Всего композитор написал девять опер и два балета. В его сценических произведениях чувствуется влияние музыки Рихарда Вагнера. В ноябре 1913 года Педролло стал масоном, вступив в ложу «Вис-Нова» в Милане.
В 1920 году он был принят на место преподавателя в музыкальном лицее в Виченце. В 1930 году переехал в Милан, где поступил преподавателем в консерваторию. В 1930-х годах дирижировал симфоническим оркестром радио EIAR (ныне RAI) сначала в Милане, затем в Турине. Он руководил им в течение шести лет. В 1938—1941 годах в звании профессора преподавал композицию в консерватории им. Джузеппе Верди в Милане. После переехал в Падую на место профессора и преподавателя композиции в музыкальном лицее им. Чезаре Поллини. В 1959 году Педролло стал директором музыкального института Франческо Каннети, которым руководил до самой смерти. Ныне это консерватория им. Арриго Педролло. Композитор умер в Виченце в 1964 году.

## Аудиозаписи
- Arrigo Pedrollo. «Concertino per oboe e archi» (1960) — Арриго Пердоло. «Малый концерт для гобоя и струнных» (1960) в исполнении: гобой — Лайош Ленчеш, струнные — Камерный оркестр Арката (Штутгарт), дирижёр — Патрик Штруб.